# Noa Pothoven
Noa Pothoven, née le 8 décembre 2001 à Arnhem et morte le 2 juin 2019, est une auteure néerlandaise, militant pour une meilleure prise en charge des adolescents atteints de troubles psychiatriques.
Ayant publiquement exprimé son désir de mourir, son décès par suicide à l'âge de dix-sept ans a suscité une controverse mondiale du fait d'informations erronées parues dans la presse étrangères, selon lesquelles elle aurait eu recours à l'euthanasie en accord avec les dispositions légales néerlandaises.

## Biographie

### Enfance et adolescence
Noa Pothoven naît le 8 décembre 2001 à Arnhem. À l'âge de 16 ans, elle publie son autobiographie, Winnen of Leren (en) (Gagner ou Apprendre) qui remporte le prix du jury dans la catégorie non-fiction du Soester Boekenbal,. Dans cet ouvrage, elle retrace son parcours et critique le manque de structures adaptées aux adolescents souffrant de troubles psychiatriques aux Pays-Bas. Elle explique notamment avoir été agressée sexuellement à l'âge de 11 et 12 ans par des camarades de classe, avant d'avoir été violée par deux hommes à l'âge de 14 ans. Souffrant de trouble de stress post-traumatique (TSPT) et d'anorexie à la suite de ces événements, et n'ayant pas le courage de parler à ses parents ou à la police, Pothoven a alors recours à l'automutilation et effectue plusieurs tentatives de suicide.
Dans son livre, paru le 2 novembre 2018, Pothoven relate également avoir déjà été internée de force, et critique le fait de devoir passer par une audience au tribunal dans le cadre de cette procédure, ce qui selon elle aggrave la situation de jeunes personnes déjà psychologiquement fragiles : « Les séances à la salle d'audience m'ont laissé une forte impression. J'étais assise là comme si j'étais une criminelle alors que je n'ai jamais volé ne serait-ce qu'un bonbon. A mon avis, les jeunes en dépression ne devraient pas se retrouver dans un tribunal. »
Le 1er décembre 2018, au cours d'une interview dans le périodique De Gelderlander, elle déclare publiquement son souhait d'avoir recours à l'euthanasie. Elle explique également avoir déposé une demande en ce sens à La Haye, qui lui a été refusée en raison de son jeune âge, malgré la vingtaine d'hospitalisations que lui ont valu ses tentatives de suicide,,.
Le 22 mars 2019, Noa Pothoven raconte dans l'édition néerlandaise de Vice qu'elle a rédigé son livre lors de ses différentes hospitalisations, d'abord sous la forme d'un journal intime, qu'elle a ensuite souhaité publier pour lutter contre la stigmatisation des personnes souffrant de troubles mentaux. Elle explique notamment avoir passé plusieurs mois à l'isolement, sous surveillance constante afin de l'empêcher de se suicider.
En avril 2019, Pothoven écrit dans un article qu'elle souffre de stress post-traumatique, anorexie, dépression, troubles obsessionnels compulsifs, troubles de la personnalité, automutilation et psychose, mais que le TSPT résultant des abus sexuels qu'elle a subis est le principal problème. Elle déplore que les thérapies qu'elle a suivies se soient focalisées sur un traitement symptomatique de ses autres troubles au lieu de se concentrer sur le stress post-traumatique. Elle appelle à une meilleure prise en charge psychiatrique des adolescents, ainsi qu'à une réduction du temps passé sur les listes d'attente,.

### Décès et controverse médiatique
Fin mai 2019, Pothoven cesse de s'alimenter et de boire. Bien que la jeune fille soit dans un premier temps alimentée à l'aide d'une sonde, sa famille décide finalement de respecter sa décision, et de lui apporter uniquement des soins palliatifs. Le 30 mai 2019, Noa Pothoven annonce sur les réseaux sociaux sa décision de mourir face à ses « souffrances insupportables »,, et sa sœur confirme son décès le 2 juin 2019 à l'âge de 17 ans,. La jeune femme s'est éteinte chez elle, après avoir passé ses derniers jours à dire au revoir à ses proches.
De nombreux articles de la presse étrangère relayent alors à tort l'information selon laquelle Pothoven aurait bénéficié d'un suicide assisté selon les dispositions légales néerlandaises,,,,,,,,, ajoutant parfois qu'elle aurait subi une injection létale. Ces affirmations ont suscité une large controverse mondiale, conduisant même à une réaction du Pape François,,. La famille de Pothoven a démenti cependant les informations selon lesquelles leur fille aurait été euthanasiée, et a déclaré espérer que « son histoire permette de venir en aide à d'autres jeunes ayant des problèmes psychologiques aux Pays-Bas. Noa plaidait pour l'existence d'une institution où des adolescents dans son cas pourraient être accueillis et recevoir l'aide physique et psychologique dont ils ont besoin ». Plusieurs médias ont alors reconnu publiquement leur erreur dans le traitement de l'information,,, analysant au passage le mécanisme de propagation de cette fake news,,,.

## Œuvre
- Winnen of Leren (en), 2018.